# Gordian Seuter

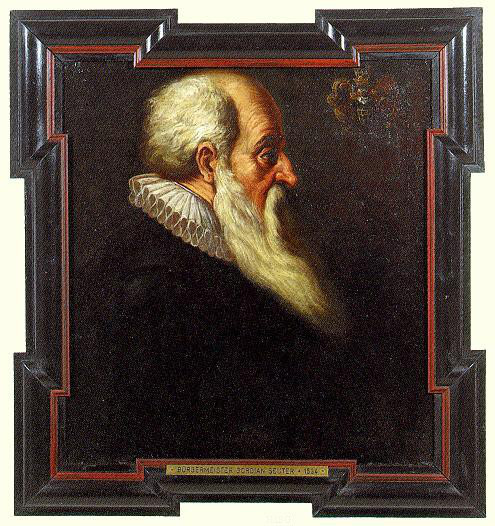
Porträt von Gordian Seuter († 1534)

Gordian Seuter (* 15. Jahrhundert; † 14. November 1534) war Bürgermeister der Freien Reichsstadt Kempten und Angehöriger der Patrizierfamilie Seuter, Vorfahren der Seutter von Loetzen. Ihm als Schlüsselfigur hatte die Reichsstadt Kempten ab 1525 die absolute Unabhängigkeit vom Fürststift Kempten zu verdanken. Er war im Bauernkrieg auch als Vermittler zwischen den stiftkemptischen Bauern und dem Fürstabt tätig. Seuter war auch Kaiserlicher Rat und Bundesrat im Schwäbischen Bund.

## Leben und Wirken

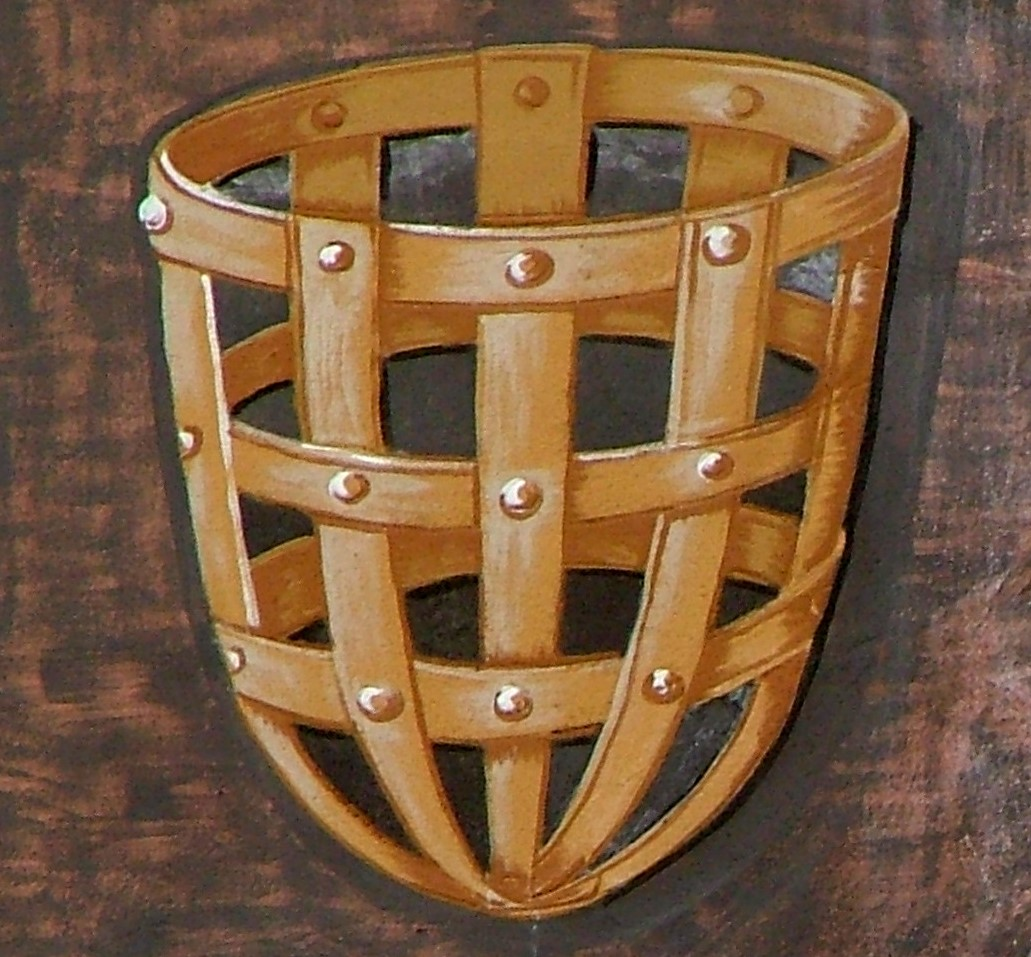
Wappenfigur des Seutter-Wappens außen am Rathaus von Kempten

Der Patrizier ist 1506 als Stadtammann erwähnt worden und war ab 1515 als Bürgermeister aktiv.
Im Bauernkrieg konnte die Reichsstadt dank Seuter ihre Neutralität beibehalten. Einmischungen fanden nicht statt, dennoch sympathisierten die Bürger der Reichsstadt mit den Bauern, da diese das Fürststift als gemeinsames Feindbild identifizierten.
1525 nutzte Seuter die unglückliche Lage des Fürstabts Sebastian von Breitenstein – er musste wegen Klosterplünderungen fliehen und suchte Asyl in der Reichsstadt – und erreichte die Unterzeichnung des längst ausverhandelten Vertrags, mit dem das Stift sämtliche Rechte innerhalb der Reichsstadt für 30.000 Gulden an die Stadt abtrat. Breitenstein benötigte dieses Geld, da sein Kloster im Rahmen des Bauernkriegs geplündert und teilweise zerstört wurde. Dieses Ereignis ging als Großer Kauf in die Geschichtschroniken ein. 1526 war Seuter Mitunterzeichner des Memminger Vertrags. Vier Jahre später berief ihn Kaiser Karl V. zu seinem Rat und ihn gemeinsam mit dessen Erben unter seinen und des Reiches Schutz und Schirm.
Vom Kaiser wurde Seuter zur Reichsversammlung über Reformen des Münzwesens nach Speyer berufen. Im Jahr 1532 war Seuter gemeinsam mit dem Herzog Ernst von Bayern oberster kaiserlicher Proviantmeister für den Reichskrieg gegen die Türken.
Seuter wehrte sich gegen den Beitritt der Reichsstadt Kempten zum Schmalkaldischen Bund und dem Bündnis der protestantischen Reichsstände.
Nach dem Bauernkrieg zog der Altbürgermeister auf das Schloss Letten vor den Toren Kemptens. Später ließ er sich im Kloster Ottobeuren nieder. Er konnte sich mit dem „neuen“ Glauben nicht befreunden und empfand die vom Rat der Stadt im Zuge der Reformation beauftragte Entfernung des Kirchenschmucks – auch in der u. a. von ihm gestifteten und kurz zuvor eingerichteten Seuterkapelle in der St. Mang-Kirche – als kirchliche Entweihung.
Die als Begräbnisstätte vorgesehene Seuterkapelle kam für ihn nicht mehr in Frage. Daher wurde er in einem wappengeschmückten Epitaph an der Chormauer zum Kreuzgang der ehemaligen Klosteranlage Ottobeurens bestattet. Wegen seiner Kinderlosigkeit erbte sein Bruder Lorenz (1483–1548), kaiserlicher Rat und Pfennigmeister, die kaiserlichen Diplome und das Familienvermögen. Und Lorenz’ Söhne Gordian (1528–1586) und Matthäus (1530–1597) wurden 1559 als Seutter von Loetzen in den reichsrittermäßigen Adel erhoben.